# Drillia poecila
Drillia poecila é uma espécie de gastrópode do gênero Drillia, pertencente a família Drilliidae.